# Barcza (szczyt)
Barcza (465 m n.p.m.) – szczyt w Paśmie Klonowskim, w Górach Świętokrzyskich. Położony w Świętokrzyskim Parku Narodowym. Zbudowany z piaskowców dewońskich i porośnięty lasem jodłowo-bukowym.
Po stronie północnej, niedaleko szczytu przechodzi żółty szlak turystyczny z Barczy na Bukową Górę. Po stronie zachodniej góry znajduje się rezerwat przyrody Barcza.